# Galeria Lambert
Galeria Lambert – galeria sztuki funkcjonująca w Paryżu w latach 1959–1993. Pomysłodawcą i założycielem galerii był Kazimierz Romanowicz (1916–2010), księgarz i wydawca polski, mieszkający od 1946 roku w Paryżu, właściciel Księgarni Libella (1946–1993), wydawnictwa książkowego Libella (1956–1993) i wydawnictwa płytowego Ballada-Pavilon Record-Company (ok. 1950–1968). W połowie 1958 roku Kazimierz Romanowicz wraz z żoną Zofią Romanowicz, pisarką, przejęli przylegający do Księgarni Libella niewielki lokal pod numerem 14 na ulicy Saint-Louis-en-l’Ile, na Wyspie św. Ludwika w Paryżu.

## Historia
Galerie połączone z księgarnią nie były czymś wyjątkowym w Paryżu przełomu lat 50. i 60. W ten sposób funkcjonowały np. księgarnia i Galerie Saint-Germain koło Café de Flore czy, goszcząca również polskich artystów w latach późniejszych, Librairie-Galerie Galaxie, przy skrzyżowaniu rue Francois Ier i rue Marbeuf oraz kilka innych w Dzielnicy Łacińskiej. Romanowiczom udało się zainteresować współpracą z powstającą galerią Konstantego A. Jeleńskiego, który w końcu lat 50. pracował w redakcji czasopisma Preuves i w sekretariacie Kongres Wolności Kultury (Congres pour la Liberté de la Culture), a który odegrał wielką rolę w życiu literackim i artystycznym „polskiego Paryża”. Za namową Jeleńskiego, głośna malarka Leonor Fini udostępniła Romanowiczom w pierwszym okresie działalności galerii listę adresów marszandów, kolekcjonerów, snobów, bywalców salonów i krytyków sztuki. Jeleński był doradcą artystycznym, ale też autorem wstępów do katalogów, recenzentem i gwarantem jakości wystaw.
Nazwa Galerii Lambert nawiązywała do najważniejszego polskiego symbolu na wyspie św. Ludwika – Hôtel Lambert, którego bliskość przydawała się w ciężkich chwilach początkowej działalności Libelli, jako np. miejsce składowania książek.
Pierwsza wystawa w Galerie Lambert miała miejsce w maju 1959 roku. W niewielkim, wyremontowanym i odmalowanym przez brata Zofii Romanowiczowej, Tadeusza Górskiego, pomieszczeniu zaprezentowano prace malarskie Tadeusza Dominika, młodego malarza abstrakcyjnego z Polski, wyróżnionego rok wcześniej przez Fundację Guggenheima stypendium w Paryżu. Wystawa Dominika, entuzjastycznie przyjęta przez paryską prasę, pozwoliła Galerii Lambert z miejsca osiągnąć pewien prestiż i rozgłos. Sukces Dominika zdystansował wystawiający tuż po nim Japończyk Josaku Maeda, którego wirujące słońca tworzące cykl obrazów Mandala wzbudziły zachwyt. Również następni: surrealista Jugosłowianin Miljenko Stančić oraz Jan Lebenstein z wystawą przygotowaną na pół roku przed triumfem na paryskim Biennale 1959, potwierdzili wysoki poziom i oryginalność propozycji. Dobre recenzje zebrała też wystawa zbiorowa pt. Sept Jeunes Peintres Polonais oraz kolejno eksponowane prace: Indusa Francisa Newtona Souzy, Boliwijczyka José Quirogi, Polaka Jerzego Zabłockiego i Węgra Tamása Konoka.
Za radą Konstantego A. Jeleńskiego galeria od początku była otwarta dla wszystkich artystów bez względu na kraj pochodzenia czy poglądy na współczesne malarstwo. Decydował wiek, dorobek i sukcesy artystyczne malarza. Wystawiali w galerii Japończycy, Francuzi, Czesi i Słowacy, Serbowie, Chorwaci, Węgrzy, Rumuni, ale też artyści z USA, Hiszpanii, Niemiec, Anglii, Argentyny, Australii, Korei Południowej, Izraela, a nawet Pakistanu, Mali, Etiopii, Indii, Nigerii, Senegalu, Paragwaju i Sudanu oraz, naturalnie, Polacy – głównie malarze i graficy z Polski, chociaż również kilku mieszkających poza Polską. 
Wśród wystawiających byli przede wszystkim ludzie młodzi, choć wielu z nich dojrzało i zestarzało się wraz z galerią, prezentując w niej prace regularnie co kilka lat, np. Josaku Maeda, Jan Lebenstein, Miljenko Stančić, Wanda Paklikowska-Winnicka, Wanda Ładniewska czy Raymond Mirande. 
Oryginalność Galerii Lambert została dostrzeżona w 1964 roku przez organizatorów Paryskiego Biennale Młodego Malarstwa (odbywającego się pod auspicjami André Malraux), którzy włączyli jesienne, dostosowane przez Romanowicza do potrzeb Biennale, ekspozycje galerii do programu wielkich wystaw w paryskim Muzeum Sztuki Nowoczesnej. Wystawy Galerie Lambert były zawsze szeroko komentowane w prasie francuskiej, począwszy od wysokonakładowych magazynów literackich i artystycznych aż po prasę codzienną. Szeroko pisała o wystawach w Galerie Lambert paryska Kultura oraz londyńskie Wiadomości.
Właściwa galeria miała osobne wejście i niewielkie wymiary: 5x6,30x4m; połączone z nią w latach 60. pomieszczenie po wytwórni płyt Ballada było zbyt małe na samodzielne prezentacje. Po remoncie w 1977 roku przebity został gruby mur między galerią a Libellą, co dało trzy amfiladowo połączone pomieszczenia i więcej ścian na obrazy. Jednak comiesięczne wernisaże i wystawy odbywały się głównie w Galerii Lambert. Dopiero w latach 80. zmniejszyła się nieco ilość wystaw, lecz trwały one dłużej. Zdarzało się i tak, że wernisaże połączone były z promocją książek i spotkaniami z pisarzami, np. wystawa Józefa Czapskiego w 1974 roku połączona została z prezentacją wydanej w Lozannie książki Murielle Werner-Gagnebin Czapski, la main et l’espace.

## Działalność – zasięg i znaczenie
W ciągu niemal 35 lat działalności Galerii Lambert ponad 200 artystów miało wystawy indywidualne, zorganizowano ponad 30 wystaw zbiorowych, a siedmiokrotnie ekspozycje Galerie Lambert prezentowane były poza Paryżem. W galerii gościli głównie malarze (ponad 80%) choć nie zawsze prezentowali wyłącznie prace malarskie, poza tym graficy, rzeźbiarze oraz sporadycznie rysownicy i fotograficy. Najczęściej wystawiali Japończycy, niemal równie często Polacy i już dużo rzadziej Czesi i Słowacy, Francuzi, Jugosłowianie, Włosi, Brytyjczycy, malarze z krajów Afryki, Ameryki Łacińskiej, Izraela czy Stanów Zjednoczonych.
Galeria Lambert stała się miejscem konfrontacji młodych malarzy z różnych szkół, ze wszystkich stron świata. Dla większości z nich była to pierwsza okazja pokazania swych prac poza granicami własnego kraju i na dodatek w centrum historycznej stolicy sztuki – w Paryżu. 
Galeria Lambert była pierwszą po wojnie paryską galerią wystawiającą artystów z krajów Europy Wschodniej: Czechów, Słowaków, Jugosłowian czy Rumunów.

### Wystawy
Ponad 250 wystaw indywidualnych (średnio 12-13 w roku; w latach ostatnich nieco mniej); ponad 30 wystaw zbiorowych (nie licząc organizowanych co roku letnich przeglądów tzw. „accrochage”, m.in.: Siedmiu młodych malarzy polskich – październik 1959; Młodzi malarze koreańscy – październik 1963; Szesnastu młodych malarzy japońskich – kwiecień/maj 1965; Pięciu młodych malarzy z Europy Wschodniej – wrzesień/październik 1965; Młoda awangarda czechosłowacka – listopad 1965; Grupa wrocławska – listopad 1967; Sześciu młodych malarzy rumuńskich – wrzesień/październik 1968; Pięciu młodych malarzy japońskich – grudzień 1968/styczeń 1969; Siedmiu młodych malarzy czechosłowackich – kwiecień/maj 1969; Spadkobiercy i kontestatorzy romantyzmu polskiego – kwiecień/maj 1977; 25 lat Galerii Lambert – maj/lipiec 1979; Wystawa poświęcona „Solidarności” – luty/marzec 1982); Siedem wystaw Galerie zorganizowała poza Paryżem, m.in. w Awinionie, Tokio i w Sztokholmie;

### Artyści Galerie Lambert
Japonia: ponad 60; Polska: ponad 50; Francja: ponad 30; Czechosłowacja: ponad 30; kraje Jugosławii: co najmniej 12; Węgry: co najmniej 10; Rumunia: co najmniej 9; USA: co najmniej 9; Hiszpania: co najmniej 6. Pozostałe kraje: Anglia, Argentyna, Australia, Austria, Belgia, Boliwia, Chile, Grecja, Korea Południowa, Etiopia, Indie, Irlandia, Izrael, Kuba, Mali, Niemcy, Nigeria, Pakistan, Paragwaj, Portugalia, Rosja (ZSSR), Senegal, Sudan, Szwecja, Wenezuela, Włochy – od 1-5.
Wśród największych sukcesów Galerii było odkrycie polskiego artysty Jana Lebensteina, laureata „grand prix” pierwszego paryskiego Biennale, a którego witraże do dziś dnia zdobią kaplicę Pallotynów w Paryżu. Również sławna była wystawa Josaku Maeda (1965), japońskiego malarza, który w 1957 roku dostał pierwszą nagrodę na międzynarodowej wystawie Młodych Artystów
W galerii wystawiali m.in.: Geneviève Asse, Leonor Fini, Stanislao Lepri, Józef Czapski, Nikifor, Lajos Vajda, Georges Van Haardt (de son vrai nom Kazimierz Jerzy Brodnicki), Alicja Giangrande, Stefania Unwin, José Quiroga, Raymond Mirande, Simone Souchi, Loo, Francesco Todo, Alexandra Wejchert, Samuel Tepler, Josaku Maeda, Key Hiraga, Sakourai, Watanabe, Rexhep Ferri, Jaki, Vasilije Jordan, Slobo, Sobajic, Miljenko Stančić, Sustarsic, Vanista, Zlatko Kauzlaric, Suzanne Wenger, Tadeusz Dominik, Jan Lebenstein, Juliusz Narzyński, Wanda Paklikowska-Winnicka, Wanda Ładniewska, Ludmiła Murawska, Teresa Pągowska, Tadeusz Brzozowski, Marek Rudnicki, Wojciech Fangor, Marian Kruczek, Bogusław Kędzierski, Tadeusz Łapiński, Marian Eile, Elżbieta Orel, F. N. Souza, Beauford Delaney, Peggy Goldstein, Dallos, Tamás Konok, Ernst Nieizwiestny, Ely Bielutin.
Wystawy trwały z reguły 3-5 tygodni, zaczynały się wernisażem i połączone były (z reguły) ze sprzedażą wystawianych prac. Obrazy nabywali w galerii głównie kolekcjonerzy prywatni z całego świata, ale też malarze, galerie i muzea, np. paryskie Muzeum Narodowe Sztuki Nowoczesnej. Każda wystawa, począwszy od pierwszej ekspozycji Tadeusza Dominika, miała swój katalog. Zawsze też wystawie towarzyszył plakat (afisz) i drukowane (w języku polskim i francuskim) zaproszenia. Romanowiczowie dbali o to, by autorami wstępów do katalogów byli znani krytycy sztuki, głośni pisarze lub malarze. 
Wśród autorów not do katalogów byli m.in.: Alberto Moravia, James Baldwin, Nicola Chiaromonte, Konstanty Jeleński, Patrick Waldberg, Luce Hoctin, Jean-Jacques Lévêque, Józef Czapski, Piotr Rawicz, Jean-Clarence Lambert, Stanisław Lorentz, Aleksander Wojciechowski czy Kenzaburō Ōe.

### Archiwum
Archiwum Galerii Lambert znajduje się po części w Bibliotece Polskiej w Paryżu i Archiwum Emigracji w Bibliotece Uniwersyteckiej w Toruniu.